# Greta Bickelhaupt
María Margaretha Bickelhaupt (Odenwald, 9 de marzo de 1865 – 18 de septiembre de 1919) fue una maestra, poeta y escritora alemana.

## Trayectoria
Greta fue la hija mayor de Johanna María Bickelhaupt y del funcionario del condado de Erbach Johann Philipp Bickelhaupt. Bickelhaupt tuvo la oportunidad, inusual para su época, de asistir a la escuela secundaria en Darmstadt y formarse como maestra. Inicialmente trabajó como tutora privada en Celle y Syrau en Sajonia, antes de regresar a Erbach en 1890. Aquí enseñó por primera vez a las hijas del conde Ernst de Erbach-Erbach, recientemente fallecido, de quienes más tarde se hizo amiga. Desde su fundación en 1895 y hasta 1918, Greta Bickelhaupt enseñó en la escuela privada de niñas de Erbach, siendo su directora.
Además de sus actividades docentes y de gestión, se dedicó a la literatura y la cultura y se hizo conocida mucho más allá del Odenwald por sus poemas y obras de teatro. Las colecciones de poemas de Bickelhaupt Lluvia y rayo de sol (Rege un Sunneschoi, 1906), Desde el Odenwald (Aus em Ourewald,1908), Gente del Odenwald (Ourewäller Leit, 1909) y Seriedad y broma (Ernscht un Scherz, 1913) llamaron la atención de los lectores.
Tras penosos años de sufrimiento murió soltera el 18 de septiembre de 1919 en Erbach como profesora y poeta local muy reconocida, como se puede leer en su último adiós en el periódico de Odenwald (Centralanzeiger del Odenwald).

## Reconocimientos
Una calle de Erbach lleva su nombre.

## Obra
- Werke 2 Bände, Neuthor, Michelstadt, 1991–1992
- Ernscht un Scherz: Erzählungen in d. Mundart d. Erbacher Gegend, Schlapp, Darmstadt 1914